# اس‌ای‌اس اومکانتا
اس‌ای‌اس اومکانتا (به انگلیسی: SAS Umkhonto) یک زیردریایی بود که طول آن 57.75 metres بود. این زیردریایی در سال ۱۹۶۲ ساخته شد.